# Gynnidocladius pilulus
Gynnidocladius pilulus är en tvåvingeart som beskrevs av James E. Sublette och Wirth 1980. Gynnidocladius pilulus ingår i släktet Gynnidocladius och familjen fjädermyggor. Inga underarter finns listade i Catalogue of Life.